# بيتر جاكسون (لاعب كريكت)
بيتر جاكسون (11 مايو 1911 في المملكة المتحدة - 27 أبريل 1999 في المملكة المتحدة) (بالإنجليزية: Peter Jackson)‏ هو لاعب كريكت بريطاني. لعب مع نادي مقاطعة ورسسترشاير للكريكيت ‏.

## وصلات خارجية
- بيتر جاكسون على موقع إي آس بي آن كريك إنفو (الإنجليزية)